# Casimir II van Polen
Casimir II van Polen, bijgenaamd Casimir de Rechtvaardige (circa 1138 - Krakau, 5 mei 1194) was groothertog van Polen.

## Levensloop
Hij was de vijfde zoon van hertog Bolesław III van Polen en diens tweede vrouw Salomea van Berg-Schelklingen. Hij werd geboren in het jaar dat zijn vader stierf, waardoor hij bij de verdeling van Polen onder Bolesławs zonen Wladislaus, Bolesław, Mieszko en Hendrik niets kreeg, aangezien hij niet in het testament van zijn vader vermeld werd.
Na het kinderloos overlijden van zijn broer Hendrik erfde Casimir zijn grondgebieden. Ook schonk zijn oudere broer Bołeslaw IV hem het belangrijke vorstendom Wiślica. Van 1166 tot 1177 was Casimir ook hertog van Klein-Polen. Nadat zijn broer Mieszko in 1173 de Poolse troon betrad, vestigde Casimir zich in de stad Sandomierz.
In 1177 werd Mieszko III na een opstand van de Klein-Poolse adel afgezet, waarna Casimir verkozen werd tot de nieuwe groothertog van Polen. Om zijn machtspositie te bevestigen, legde Casimir in 1184 zijn eed van trouw af aan Heilig Rooms keizer Frederik I Barbarossa. Doordat hij in 1186 de hertogdommen Mazovië en Kujavië erfde, kon Casimir zijn grondgebied vergroten.
Zijn oudere broer Mieszko weigerde echter om Casimir te aanvaarden als groothertog. In 1191 probeerde Mieszko Casimir af te zetten door middel van een staatsgreep, maar Casimir slaagde er met de hulp van het Kievse Rijk in om Mieszko te verjagen. In 1193 voerde Casimir een kruistocht tegen de heidense Jatvingen.
In 1194 keerde hij na zijn kruistocht terug naar Krakau. Tijdens een feestbanket ter ere van zijn terugkomst stierf Casimir echter onverwacht, vermoedelijk aan een hartaanval. 
Tussen 1160 en 1165 huwde hij met prinses Helena van Znojmo, die na de dood van haar man regentes werd voor haar minderjarige zoons. Samen kregen ze zeven kinderen:
- Maria Anastasia (circa 1162/1167 - 1194), gehuwd met Vsevolod IV van Kiev
- Casimir (1162 - 1167)
- Bolesław (circa 1168/1171 - 1182/1183)
- Odo (circa 1169/1184), overleed kort na de geboorte
- Adelheid (circa 1177/1182 - 1211), oprichtster van een klooster in Sandomierz
- Leszek I (circa 1184/1185 - 1227), groothertog van Polen
- Koenraad I (circa 1187/1188 - 1247), groothertog van Polen

## Voorouders
| Voorouders van Casimir II van Polen | Voorouders van Casimir II van Polen                                            | Voorouders van Casimir II van Polen                                            | Voorouders van Casimir II van Polen                                            | Voorouders van Casimir II van Polen                                            |
| ----------------------------------- | ------------------------------------------------------------------------------ | ------------------------------------------------------------------------------ | ------------------------------------------------------------------------------ | ------------------------------------------------------------------------------ |
| Overgrootouders                     | Casimir I van Polen (1016-1058) ∞ Dobrognewa van Kiev (1012-1087)              | Vratislav II van Bohemen (1035-1092) ∞ Adelheid van Hongarije (1040-1062)      | ? (-) ∞ ? (–)                                                                  | Diepold II van Vohburg (-1078) ∞ Lutgard van Zähringen (1047-1119)             |
| Grootouders                         | Wladislaus I Herman van Polen (1043-1102) ∞ Judith Přemysl (1057-1086)         | Wladislaus I Herman van Polen (1043-1102) ∞ Judith Přemysl (1057-1086)         | Hendrik van Berg-Schelklingen (1050-1113) ∞ Adelheid van Mochental (-)         | Hendrik van Berg-Schelklingen (1050-1113) ∞ Adelheid van Mochental (-)         |
| Ouders                              | Bolesław III van Polen (1073-1113) ∞ Salomea van Berg-Schelklingen (1101-1144) | Bolesław III van Polen (1073-1113) ∞ Salomea van Berg-Schelklingen (1101-1144) | Bolesław III van Polen (1073-1113) ∞ Salomea van Berg-Schelklingen (1101-1144) | Bolesław III van Polen (1073-1113) ∞ Salomea van Berg-Schelklingen (1101-1144) |
| Casimir II van Polen (1138-1194)    |                                                                                |                                                                                |                                                                                |                                                                                |